# Eudactylina spinula
Eudactylina spinula is een eenoogkreeftjessoort uit de familie van de Eudactylinidae. De wetenschappelijke naam van de soort is voor het eerst geldig gepubliceerd in 1950 door Pearse.